# Joan Colom i Naval
Joan Colom i Naval (ur. 5 lipca 1945 w Barcelonie) – hiszpański i kataloński polityk, profesor ekonomii, od 1986 do 2004 deputowany do Parlamentu Europejskiego.

## Życiorys
Ukończył w 1969 studia z zakresu nauk politycznych i ekonomicznych. W 1976 uzyskał stopień doktora ekonomii. Pracował jako ekonomista i menedżer (do 1973). Później został urzędnikiem w wydziale finansów administracji miejskiej w Barcelonie. Od 1982 zatrudniony jako wykładowca ekonomii na Uniwersytecie Barcelońskim, a od 1989 także na Uniwersytecie Autonomicznym.
Zaangażował się w działalność Partii Socjalistów Katalonii (autonomicznego ugrupowania stowarzyszonego z Hiszpańskiej Socjalistyczną Partią Robotniczą). Obejmował kierownicze funkcje w organach wykonawczych tej formacji. W latach 1982–1986 był posłem do Kongresu Deputowanych, niższej izby Kortezów Generalnych.
W 1986 objął mandat posła do Parlamentu Europejskiego. Utrzymywał go w wyborach powszechnych w 1987, 1989, 1994 i 1999. Był członkiem grupy socjalistycznej. Pracował głównie w Komisji Budżetowej. Od 1999 zajmował stanowisko wiceprzewodniczącego Europarlamentu. Z zasiadania w PE zrezygnował w 2004 na kilka miesięcy przed końcem V kadencji.
Od 2004 do 2011 był prezesem trybunału kontrolnego Katalonii (Sindicatura de Comptes de Catalunya).